# Élections législatives de 2017 dans les Alpes-Maritimes
Les élections législatives françaises de 2017 se déroulent les 11 et 18 juin 2017. Dans le département des Alpes-Maritimes, neuf députés sont à élire dans le cadre de neuf circonscriptions.

## Élus
| Circonscription                                 | Député sortant       | Parti | Parti | Député élu ou réélu        | Parti | Parti |
| ----------------------------------------------- | -------------------- | ----- | ----- | -------------------------- | ----- | ----- |
| 1re                                             | Éric Ciotti          |       | LR    | Éric Ciotti                |       | LR    |
| 2e                                              | Charles Ange Ginésy* |       | LR    | Loïc Dombreval             |       | LREM  |
| 3e                                              | Rudy Salles          |       | UDI   | Cédric Roussel             |       | LREM  |
| 4e                                              | Jean-Claude Guibal*  |       | LR    | Alexandra Valetta-Ardisson |       | LREM  |
| 5e                                              | Marine Brenier       |       | LR    | Marine Brenier             |       | LR    |
| 6e                                              | Lionnel Luca*        |       | LR    | Laurence Trastour-Isnart   |       | LR    |
| 7e                                              | Jean Leonetti*       |       | LR    | Éric Pauget                |       | LR    |
| 8e                                              | Bernard Brochand     |       | LR    | Bernard Brochand           |       | LR    |
| 9e                                              | Michèle Tabarot      |       | LR    | Michèle Tabarot            |       | LR    |
| * député sortant ne se représentant pas en 2017 |                      |       |       |                            |       |       |

## Rappel des résultats départementaux des élections de 2012
| Partis                | Partis                              | Premier tour | Premier tour | Second tour | Second tour | Sièges |
| Partis                | Partis                              | Voix         | %            | Voix        | %           | Sièges |
| --------------------- | ----------------------------------- | ------------ | ------------ | ----------- | ----------- | ------ |
|                       | Union pour un mouvement populaire   | 163 477      | 39,13        | 145 076     | 50,91       | 8      |
|                       | Nouveau centre                      | 17 420       | 4,17         | 25 060      | 8,79        | 1      |
|                       | Divers droite dont DLR              | 7 978        | 1,91         |             |             | 0      |
|                       | Droite parlementaire                | 188 875      | 45,21        | 170 136     | 59,70       | 9      |
|                       |                                     |              |              |             |             |        |
|                       | Parti socialiste                    | 67 822       | 16,23        | 65 611      | 23,02       | 0      |
|                       | Europe Écologie Les Verts           | 22 799       | 5,46         | 20 880      | 7,33        | 0      |
|                       | Divers gauche dont MRC              | 10 769       | 2,58         |             |             | 0      |
|                       | Parti radical de gauche             | 5 417        | 1,30         | 0           |             |        |
|                       | Majorité présidentielle             | 106 807      | 25,56        | 86 491      | 30,35       | 0      |
|                       |                                     |              |              |             |             |        |
|                       | Front national                      | 77 283       | 18,50        | 28 352      | 9,95        | 0      |
|                       | Front de gauche                     | 20 163       | 4,83         |             |             | 0      |
|                       | Extrême droite dont UDN             | 9 043        | 2,16         | 0           |             |        |
|                       | Divers écologiste dont MHAN et AÉI  | 8 981        | 2,15         | 0           |             |        |
|                       | Extrême gauche dont LO, POI et SÉGA | 4 055        | 0,97         | 0           |             |        |
|                       | Mouvement démocrate                 | 2 131        | 0,51         | 0           |             |        |
|                       | Divers                              | 357          | 0,09         | 0           |             |        |
|                       | Régionaliste                        | 82           | 0,02         | 0           |             |        |
|                       |                                     |              |              |             |             |        |
| Inscrits              | Inscrits                            | 746 046      | 100,00       | 580 229     | 100,00      | 9      |
| Abstentions           | Abstentions                         | 322 966      | 43,29        | 279 525     | 48,17       |        |
| Votants               | Votants                             | 423 080      | 56,71        | 300 704     | 51,83       |        |
| Blancs et nuls        | Blancs et nuls                      | 5 303        | 1,25         | 15 725      | 5,23        |        |
| Exprimés              | Exprimés                            | 417 777      | 98,75        | 284 979     | 94,77       |        |
| Source : Data.gouv.fr |                                     |              |              |             |             |        |

## Résultats

### Résultats à l'échelle du département
|                                                     |                                      |                           |                           |                          |                          |
|                                                     |                                      | Premier tour 11 juin 2017 | Premier tour 11 juin 2017 | Second tour 18 juin 2017 | Second tour 18 juin 2017 |
|                                                     |                                      |                           |                           |                          |                          |
|                                                     |                                      | Nombre                    | % des inscrits            | Nombre                   | % des inscrits           |
| Inscrits                                            | Inscrits                             | 761 428                   | 100,00                    | 761 366                  | 100,00                   |
| Abstentions                                         | Abstentions                          | 403 988                   | 53,06                     | 440 523                  | 57,86                    |
| Votants                                             | Votants                              | 357 440                   | 46,94                     | 320 843                  | 42,14                    |
|                                                     |                                      |                           | % des votants             |                          | % des votants            |
| Bulletins blancs                                    | Bulletins blancs                     | 4 837                     | 1,35                      | 18 094                   | 5,64                     |
| Bulletins nuls                                      | Bulletins nuls                       | 1 723                     | 0,48                      | 6 063                    | 1,89                     |
| Suffrages exprimés                                  | Suffrages exprimés                   | 350 880                   | 98,16                     | 296 686                  | 92,47                    |
|                                                     |                                      |                           |                           |                          |                          |
| Étiquette politique                                 | Étiquette politique                  | Voix                      | % des exprimés            | Voix                     | % des exprimés           |
|                                                     |                                      |                           |                           |                          |                          |
|                                                     | La République en marche              | 89 028                    | 25,37                     | 115 644                  | 38,98                    |
|                                                     | Les Républicains                     | 78 915                    | 22,49                     | 114 574                  | 38,62                    |
|                                                     | Front national                       | 69 016                    | 19,67                     | 53 788                   | 18,13                    |
|                                                     | La France insoumise                  | 29 574                    | 8,43                      |                          |                          |
|                                                     | Union des démocrates et indépendants | 16 722                    | 4,77                      |                          |                          |
|                                                     | Divers                               | 14 910                    | 4,25                      |                          |                          |
|                                                     | Écologiste                           | 14 383                    | 4,1                       |                          |                          |
|                                                     | Mouvement démocrate                  | 12 047                    | 3,43                      | 12 680                   | 4,27                     |
|                                                     | Parti communiste français            | 6 460                     | 1,84                      |                          |                          |
|                                                     | Debout la France                     | 6 331                     | 1,8                       |                          |                          |
|                                                     | Parti socialiste                     | 5 978                     | 1,7                       |                          |                          |
|                                                     | Divers droite                        | 5 007                     | 1,43                      |                          |                          |
|                                                     | Extrême gauche                       | 1 504                     | 0,43                      |                          |                          |
|                                                     | Extrême droite                       | 703                       | 0,2                       |                          |                          |
|                                                     | Divers gauche                        | 302                       | 0,09                      |                          |                          |
| Source : Ministère de l'Intérieur - Alpes-Maritimes |                                      |                           |                           |                          |                          |

### Résultats par circonscription

#### Première circonscription
Député sortant : Éric Ciotti (Les Républicains).
|                                                                                  | |                           |                           |                          |                          |
|                                                                                  | | Premier tour 11 juin 2017 | Premier tour 11 juin 2017 | Second tour 18 juin 2017 | Second tour 18 juin 2017 |
|                                                                                  | |                           |                           |                          |                          |
|                                                                                  | | Nombre                    | % des inscrits            | Nombre                   | % des inscrits           |
| Inscrits                                                                         | Inscrits | 80 466                    | 100,00                    | 80 469                   | 100,00                   |
| Abstentions                                                                      | Abstentions                                                                                                  | 41 029                    | 50,99                     | 43 183                   | 53,66                    |
| Votants                                                                          | Votants | 39 437                    | 49,01                     | 37 286                   | 46,34                    |
|                                                                                  | |                           | % des votants             |                          | % des votants            |
| Bulletins blancs                                                                 | Bulletins blancs                                                                                             | 320                       | 0,81                      | 1 299                    | 3,48                     |
| Bulletins nuls                                                                   | Bulletins nuls                                                                                               | 173                       | 0,44                      | 606                      | 1,63                     |
| Suffrages exprimés                                                               | Suffrages exprimés                                                                                           | 38 944                    | 98,75                     | 35 381                   | 94,89                    |
|                                                                                  | |                           |                           |                          |                          |
| Candidat Étiquette politique (partis et alliances)                               | Candidat Étiquette politique (partis et alliances)                                                           | Voix                      | % des exprimés            | Voix                     | % des exprimés           |
|                                                                                  | |                           |                           |                          |                          |
|                                                                                  | Éric Ciotti (député sortant) Les Républicains (Union des démocrates et indépendants)                         | 13 630                    | 35,00                     | 19 888                   | 56,21                    |
|                                                                                  | Caroline Reverso-Meinietti La République en marche                                                           | 12 599                    | 32,35                     | 15 493                   | 43,79                    |
|                                                                                  | Jean-Pierre Daugreilh Front national                                                                         | 4 865                     | 12,49                     |                          |                          |
|                                                                                  | Robert Injey La France insoumise (Parti communiste français)                                                 | 4 116                     | 10,57                     |                          |                          |
|                                                                                  | Yann Librati Parti socialiste                                                                                | 1 229                     | 3,16                      |                          |                          |
|                                                                                  | Christian Razeau Écologiste (Mouvement écologiste indépendant - Le Trèfle - Mouvement hommes animaux nature) | 912                       | 2,34                      |                          |                          |
|                                                                                  | Moussa Ba Écologiste (Mouvement 100 % - Alliance écologiste indépendante)                                    | 388                       | 1,00                      |                          |                          |
|                                                                                  | Thomas Calvifiori Debout la France                                                                           | 300                       | 0,77                      |                          |                          |
|                                                                                  | Sophie Taam Divers (Parti du vote blanc)                                                                     | 217                       | 0,56                      |                          |                          |
|                                                                                  | Éric Boizet Divers (Union populaire républicaine)                                                            | 216                       | 0,55                      |                          |                          |
|                                                                                  | Agnès Benkemoun Lutte ouvrière                                                                               | 200                       | 0,51                      |                          |                          |
|                                                                                  | Michel Cotta Divers droite (Centre national des indépendants et paysans)                                     | 197                       | 0,51                      |                          |                          |
|                                                                                  | Diane Médus Divers gauche (Mouvement des progressistes)                                                      | 75                        | 0,19                      |                          |                          |
| Source : Ministère de l'Intérieur - Première circonscription des Alpes-Maritimes | |                           |                           |                          |                          |

#### Deuxième circonscription
Député sortant : Charles Ange Ginésy (Les Républicains).
|                                                                                  | |                           |                           |                          |                          |
|                                                                                  | | Premier tour 11 juin 2017 | Premier tour 11 juin 2017 | Second tour 18 juin 2017 | Second tour 18 juin 2017 |
|                                                                                  | |                           |                           |                          |                          |
|                                                                                  | | Nombre                    | % des inscrits            | Nombre                   | % des inscrits           |
| Inscrits                                                                         | Inscrits | 85 504                    | 100,00                    | 85 498                   | 100,00                   |
| Abstentions                                                                      | Abstentions                                                                                                  | 44 043                    | 51,51                     | 49 131                   | 57,46                    |
| Votants                                                                          | Votants | 41 461                    | 48,49                     | 36 367                   | 42,54                    |
|                                                                                  | |                           | % des votants             |                          | % des votants            |
| Bulletins blancs                                                                 | Bulletins blancs                                                                                             | 641                       | 1,55                      | 2 615                    | 7,19                     |
| Bulletins nuls                                                                   | Bulletins nuls                                                                                               | 176                       | 0,42                      | 810                      | 2,23                     |
| Suffrages exprimés                                                               | Suffrages exprimés                                                                                           | 40 644                    | 98,03                     | 32 942                   | 90,58                    |
|                                                                                  | |                           |                           |                          |                          |
| Candidat Étiquette politique (partis et alliances)                               | Candidat Étiquette politique (partis et alliances)                                                           | Voix                      | % des exprimés            | Voix                     | % des exprimés           |
|                                                                                  | |                           |                           |                          |                          |
|                                                                                  | Loïc Dombreval La République en marche                                                                       | 14 364                    | 35,34                     | 19 459                   | 59,07                    |
|                                                                                  | Jérôme Cochet Front national                                                                                 | 9 166                     | 22,55                     | 13 483                   | 40,93                    |
|                                                                                  | Anne Sattonnet Union des démocrates et indépendants (Les Républicains)                                       | 8 546                     | 21,03                     |                          |                          |
|                                                                                  | Sonia Naffati La France insoumise                                                                            | 3 942                     | 9,70                      |                          |                          |
|                                                                                  | Jean-Louis Fiori Parti communiste français                                                                   | 1 545                     | 3,80                      |                          |                          |
|                                                                                  | Brigitte Reynard Écologiste (Mouvement écologiste indépendant - Le Trèfle - Mouvement hommes animaux nature) | 1 511                     | 3,72                      |                          |                          |
|                                                                                  | Eliette Trouche Debout la France                                                                             | 771                       | 1,90                      |                          |                          |
|                                                                                  | Axel Thomas Divers (Union populaire républicaine)                                                            | 338                       | 0,83                      |                          |                          |
|                                                                                  | Alain Bouilleaux Lutte ouvrière                                                                              | 270                       | 0,66                      |                          |                          |
|                                                                                  | Pierre Valet Divers droite (577-Les Indépendants)                                                            | 183                       | 0,45                      |                          |                          |
|                                                                                  | Stéphane Cassarini Divers droite                                                                             | 8                         | 0,02                      |                          |                          |
| Source : Ministère de l'Intérieur - Deuxième circonscription des Alpes-Maritimes | |                           |                           |                          |                          |

#### Troisième circonscription
Député sortant : Rudy Salles (Union des démocrates et indépendants).
|                                                                                   | |                           |                           |                          |                          |
|                                                                                   | | Premier tour 11 juin 2017 | Premier tour 11 juin 2017 | Second tour 18 juin 2017 | Second tour 18 juin 2017 |
|                                                                                   | |                           |                           |                          |                          |
|                                                                                   | | Nombre                    | % des inscrits            | Nombre                   | % des inscrits           |
| Inscrits                                                                          | Inscrits | 89 137                    | 100,00                    | 89 137                   | 100,00                   |
| Abstentions                                                                       | Abstentions | 48 559                    | 54,48                     | 53 760                   | 60,31                    |
| Votants                                                                           | Votants | 40 578                    | 45,52                     | 35 377                   | 39,69                    |
|                                                                                   | |                           | % des votants             |                          | % des votants            |
| Bulletins blancs                                                                  | Bulletins blancs                                                                                                 | 460                       | 1,13                      | 2 106                    | 5,95                     |
| Bulletins nuls                                                                    | Bulletins nuls                                                                                                   | 228                       | 0,56                      | 789                      | 2,23                     |
| Suffrages exprimés                                                                | Suffrages exprimés                                                                                               | 39 890                    | 98,30                     | 32 482                   | 91,82                    |
|                                                                                   | |                           |                           |                          |                          |
| Candidat Étiquette politique (partis et alliances)                                | Candidat Étiquette politique (partis et alliances)                                                               | Voix                      | % des exprimés            | Voix                     | % des exprimés           |
|                                                                                   | |                           |                           |                          |                          |
|                                                                                   | Cédric Roussel La République en marche                                                                           | 12 727                    | 31,91                     | 19 762                   | 60,84                    |
|                                                                                   | Philippe Vardon Front national                                                                                   | 8 476                     | 21,25                     | 12 720                   | 39,16                    |
|                                                                                   | Rudy Salles (député sortant) Union des démocrates et indépendants (Les Républicains)                             | 8 176                     | 20,50                     |                          |                          |
|                                                                                   | Bruno Coulet La France insoumise                                                                                 | 4 459                     | 11,18                     |                          |                          |
|                                                                                   | Raphaël Galmiche Parti socialiste                                                                                | 1 284                     | 3,22                      |                          |                          |
|                                                                                   | Juliette Chesnel-Le Roux Europe Écologie Les Verts                                                               | 1 061                     | 2,66                      |                          |                          |
|                                                                                   | Stanislas André Divers droite                                                                                    | 838                       | 2,10                      |                          |                          |
|                                                                                   | Muriel Loubet Debout la France                                                                                   | 739                       | 1,85                      |                          |                          |
|                                                                                   | Chantal Fontanesi Divers droite (Mouvement écologiste indépendant - Le Trèfle - Mouvement hommes animaux nature) | 707                       | 1,77                      |                          |                          |
|                                                                                   | Éric Gilli Divers                                                                                                | 452                       | 1,13                      |                          |                          |
|                                                                                   | Isabelle Di Mascio Divers (Parti animaliste)                                                                     | 395                       | 0,99                      |                          |                          |
|                                                                                   | Geneviève Blache Divers (Union populaire républicaine)                                                           | 235                       | 0,59                      |                          |                          |
|                                                                                   | Marie-José Pereira Lutte ouvrière                                                                                | 197                       | 0,49                      |                          |                          |
|                                                                                   | Karim Akasbi Divers (Parti égalité et justice)                                                                   | 116                       | 0,29                      |                          |                          |
|                                                                                   | Renaud Deconde Divers (Mouvement 100 % - La France a des Elles)                                                  | 28                        | 0,07                      |                          |                          |
|                                                                                   | Didier Asin Divers droite (Parti chrétien-démocrate)                                                             | 0                         | 0,00                      |                          |                          |
| Source : Ministère de l'Intérieur - Troisième circonscription des Alpes-Maritimes | |                           |                           |                          |                          |

#### Quatrième circonscription
Député sortant : Jean-Claude Guibal (Les Républicains).
|                                                                                   | |                           |                           |                          |                          |
|                                                                                   | | Premier tour 11 juin 2017 | Premier tour 11 juin 2017 | Second tour 18 juin 2017 | Second tour 18 juin 2017 |
|                                                                                   | |                           |                           |                          |                          |
|                                                                                   | | Nombre                    | % des inscrits            | Nombre                   | % des inscrits           |
| Inscrits                                                                          | Inscrits | 85 585                    | 100,00                    | 85 586                   | 100,00                   |
| Abstentions                                                                       | Abstentions | 45 690                    | 53,39                     | 50 216                   | 58,67                    |
| Votants                                                                           | Votants | 39 895                    | 46,61                     | 35 370                   | 41,33                    |
|                                                                                   | |                           | % des votants             |                          | % des votants            |
| Bulletins blancs                                                                  | Bulletins blancs | 458                       | 1,15                      | 1 995                    | 5,64                     |
| Bulletins nuls                                                                    | Bulletins nuls | 313                       | 0,78                      | 1 054                    | 2,98                     |
| Suffrages exprimés                                                                | Suffrages exprimés | 39 124                    | 98,07                     | 32 321                   | 91,38                    |
|                                                                                   | |                           |                           |                          |                          |
| Candidat Étiquette politique (partis et alliances)                                | Candidat Étiquette politique (partis et alliances)                                                                         | Voix                      | % des exprimés            | Voix                     | % des exprimés           |
|                                                                                   | |                           |                           |                          |                          |
|                                                                                   | Alexandra Valetta-Ardisson La République en marche                                                                         | 11 045                    | 28,23                     | 17 047                   | 52,74                    |
|                                                                                   | Olivier Bettati Front national                                                                                             | 9 139                     | 23,36                     | 15 274                   | 47,26                    |
|                                                                                   | Xavier Beck Les Républicains (Union des démocrates et indépendants)                                                        | 8 075                     | 20,64                     |                          |                          |
|                                                                                   | Zohra Briand La France insoumise                                                                                           | 2 637                     | 6,74                      |                          |                          |
|                                                                                   | Michaël Albin Parti communiste français (Ensemble !)                                                                       | 2 310                     | 5,90                      |                          |                          |
|                                                                                   | Anthony Malvault Divers | 1 991                     | 5,09                      |                          |                          |
|                                                                                   | Laurent Lanquar-Castiel Europe Écologie Les Verts                                                                          | 933                       | 2,38                      |                          |                          |
|                                                                                   | Nicolas Zahar Extrême droite (Union des patriotes - Parti de la France)                                                    | 703                       | 1,80                      |                          |                          |
|                                                                                   | Jean-Philippe Secordel-Martin Écologiste (Mouvement écologiste indépendant - Le Trèfle - Mouvement hommes animaux nature)) | 684                       | 1,75                      |                          |                          |
|                                                                                   | Jean-Marc Chipot Debout la France                                                                                          | 616                       | 1,57                      |                          |                          |
|                                                                                   | Jennifer Varin Divers (Parti animaliste)                                                                                   | 407                       | 1,04                      |                          |                          |
|                                                                                   | René Maiolino Divers (Union populaire républicaine)                                                                        | 258                       | 0,66                      |                          |                          |
|                                                                                   | Joseph Markiel Lutte ouvrière                                                                                              | 169                       | 0,43                      |                          |                          |
|                                                                                   | Géraldine Hochet Divers (Mouvement 100 % - La France a des Elles)                                                          | 157                       | 0,40                      |                          |                          |
| Source : Ministère de l'Intérieur - Quatrième circonscription des Alpes-Maritimes | |                           |                           |                          |                          |

#### Cinquième circonscription
Député sortant : Marine Brenier (Les Républicains).
|                                                                                   | |                           |                           |                          |                          |
|                                                                                   | | Premier tour 11 juin 2017 | Premier tour 11 juin 2017 | Second tour 18 juin 2017 | Second tour 18 juin 2017 |
|                                                                                   | |                           |                           |                          |                          |
|                                                                                   | | Nombre                    | % des inscrits            | Nombre                   | % des inscrits           |
| Inscrits                                                                          | Inscrits                                                                                                   | 87 903                    | 100,00                    | 87 900                   | 100,00                   |
| Abstentions                                                                       | Abstentions                                                                                                | 48 465                    | 55,13                     | 53 093                   | 60,40                    |
| Votants                                                                           | Votants | 39 438                    | 44,87                     | 34 807                   | 39,60                    |
|                                                                                   | |                           | % des votants             |                          | % des votants            |
| Bulletins blancs                                                                  | Bulletins blancs                                                                                           | 811                       | 2,06                      | 2 086                    | 5,99                     |
| Bulletins nuls                                                                    | Bulletins nuls                                                                                             | 342                       | 0,87                      | 986                      | 2,83                     |
| Suffrages exprimés                                                                | Suffrages exprimés                                                                                         | 38 285                    | 97,08                     | 31 735                   | 91,17                    |
|                                                                                   | |                           |                           |                          |                          |
| Candidat Étiquette politique (partis et alliances)                                | Candidat Étiquette politique (partis et alliances)                                                         | Voix                      | % des exprimés            | Voix                     | % des exprimés           |
|                                                                                   | |                           |                           |                          |                          |
|                                                                                   | Marine Brenier (députée sortante) Les Républicains (Union des démocrates et indépendants)                  | 11 090                    | 28,97                     | 19 424                   | 61,21                    |
|                                                                                   | Chantal Agnely Front national                                                                              | 8 948                     | 23,37                     | 12 311                   | 38,79                    |
|                                                                                   | Daniel Brun La République en marche !                                                                      | 7 192                     | 18,79                     |                          |                          |
|                                                                                   | Philippe Pellegrini La France insoumise                                                                    | 3 978                     | 10,39                     |                          |                          |
|                                                                                   | Benoît Kandel Divers droite (Centre national des indépendants et paysans)                                  | 1 773                     | 4,63                      |                          |                          |
|                                                                                   | Jacqueline Devier Parti socialiste                                                                         | 1 472                     | 3,84                      |                          |                          |
|                                                                                   | Thibault Delhez Debout la France                                                                           | 868                       | 2,27                      |                          |                          |
|                                                                                   | Maryse Ullmann Écologiste (Mouvement écologiste indépendant - Le Trèfle - Mouvement hommes animaux nature) | 807                       | 2,11                      |                          |                          |
|                                                                                   | Christine Beyl Écologiste (Mouvement 100 %)                                                                | 611                       | 1,60                      |                          |                          |
|                                                                                   | Feïza Ben Mohamed Divers                                                                                   | 397                       | 1,04                      |                          |                          |
|                                                                                   | Richard Zanca Divers (Parti animaliste)                                                                    | 350                       | 0,91                      |                          |                          |
|                                                                                   | Romain Icart Divers droite (Parti chrétien-démocrate)                                                      | 286                       | 0,75                      |                          |                          |
|                                                                                   | Patricia Ney Divers (Union populaire républicaine)                                                         | 259                       | 0,68                      |                          |                          |
|                                                                                   | Jean-Marie Alexandre Lutte ouvrière                                                                        | 182                       | 0,48                      |                          |                          |
|                                                                                   | Jean-Philippe Lefèvre Divers droite                                                                        | 72                        | 0,19                      |                          |                          |
| Source : Ministère de l'Intérieur - Cinquième circonscription des Alpes-Maritimes | |                           |                           |                          |                          |

#### Sixième circonscription
Député sortant : Lionnel Luca (Les Républicains).
|                                                                                 | |                           |                           |                          |                          |
|                                                                                 | | Premier tour 11 juin 2017 | Premier tour 11 juin 2017 | Second tour 18 juin 2017 | Second tour 18 juin 2017 |
|                                                                                 | |                           |                           |                          |                          |
|                                                                                 | | Nombre                    | % des inscrits            | Nombre                   | % des inscrits           |
| Inscrits                                                                        | Inscrits                                                                                                  | 78 005                    | 100,00                    | 77 999                   | 100,00                   |
| Abstentions                                                                     | Abstentions                                                                                               | 40 864                    | 52,39                     | 45 822                   | 58,75                    |
| Votants                                                                         | Votants                                                                                                   | 37 141                    | 47,61                     | 32 177                   | 41,25                    |
|                                                                                 | |                           | % des votants             |                          | % des votants            |
| Bulletins blancs                                                                | Bulletins blancs                                                                                          | 585                       | 1,58                      | 2 160                    | 6,71                     |
| Bulletins nuls                                                                  | Bulletins nuls                                                                                            | 91                        | 0,25                      | 286                      | 0,89                     |
| Suffrages exprimés                                                              | Suffrages exprimés                                                                                        | 36 465                    | 98,18                     | 29 731                   | 92,40                    |
|                                                                                 | |                           |                           |                          |                          |
| Candidat Étiquette politique (partis et alliances)                              | Candidat Étiquette politique (partis et alliances)                                                        | Voix                      | % des exprimés            | Voix                     | % des exprimés           |
|                                                                                 | |                           |                           |                          |                          |
|                                                                                 | Nathalie Audin Mouvement démocrate (La République en marche)                                              | 12 047                    | 33,04                     | 12 680                   | 42,65                    |
|                                                                                 | Laurence Trastour-Isnart Les Républicains                                                                 | 10 010                    | 27,45                     | 17 051                   | 57,35                    |
|                                                                                 | Yoann Saliba Front national                                                                               | 7 526                     | 20,64                     |                          |                          |
|                                                                                 | Prune Helfter-Noah La France insoumise                                                                    | 2 416                     | 6,63                      |                          |                          |
|                                                                                 | Lionel Dolciani Debout la France                                                                          | 920                       | 2,52                      |                          |                          |
|                                                                                 | Antoine Marchese Europe Écologie Les Verts                                                                | 686                       | 1,88                      |                          |                          |
|                                                                                 | Jean-François Téaldi Parti communiste français                                                            | 590                       | 1,62                      |                          |                          |
|                                                                                 | Michel Gaillard Parti socialiste                                                                          | 568                       | 1,56                      |                          |                          |
|                                                                                 | Jérôme Parise Écologiste (Mouvement écologiste indépendant - Le Trèfle - Mouvement hommes animaux nature) | 561                       | 1,54                      |                          |                          |
|                                                                                 | Frédérique Sajan Divers (Parti animaliste)                                                                | 464                       | 1,27                      |                          |                          |
|                                                                                 | Gilles Marceau Divers (Union populaire républicaine)                                                      | 243                       | 0,67                      |                          |                          |
|                                                                                 | Cyril Cousinié Divers                                                                                     | 175                       | 0,48                      |                          |                          |
|                                                                                 | Valérie Saché-Grouès Divers (Mouvement 100 % - La France a des Elles)                                     | 120                       | 0,33                      |                          |                          |
|                                                                                 | Danièle Bartoli Lutte ouvrière                                                                            | 114                       | 0,31                      |                          |                          |
|                                                                                 | Patrick Robbe Divers                                                                                      | 25                        | 0,07                      |                          |                          |
| Source : Ministère de l'Intérieur - Sixième circonscription des Alpes-Maritimes | |                           |                           |                          |                          |

#### Septième circonscription
Député sortant : Jean Leonetti (Les Républicains).
|                                                                                  | |                           |                           |                          |                          |
|                                                                                  | | Premier tour 11 juin 2017 | Premier tour 11 juin 2017 | Second tour 18 juin 2017 | Second tour 18 juin 2017 |
|                                                                                  | |                           |                           |                          |                          |
|                                                                                  | | Nombre                    | % des inscrits            | Nombre                   | % des inscrits           |
| Inscrits                                                                         | Inscrits | 92 905                    | 100,00                    | 92 854                   | 100,00                   |
| Abstentions                                                                      | Abstentions | 47 816                    | 51,47                     | 51 131                   | 55,07                    |
| Votants                                                                          | Votants | 45 089                    | 48,53                     | 41 723                   | 44,93                    |
|                                                                                  | |                           | % des votants             |                          | % des votants            |
| Bulletins blancs                                                                 | Bulletins blancs                                                                                               | 635                       | 1,41                      | 2 082                    | 4,99                     |
| Bulletins nuls                                                                   | Bulletins nuls                                                                                                 | 112                       | 0,25                      | 488                      | 1,17                     |
| Suffrages exprimés                                                               | Suffrages exprimés                                                                                             | 44 342                    | 98,34                     | 39 153                   | 93,84                    |
|                                                                                  | |                           |                           |                          |                          |
| Candidat Étiquette politique (partis et alliances)                               | Candidat Étiquette politique (partis et alliances)                                                             | Voix                      | % des exprimés            | Voix                     | % des exprimés           |
|                                                                                  | |                           |                           |                          |                          |
|                                                                                  | Éric Pauget Les Républicains (Union des démocrates et indépendants)                                            | 14 279                    | 32,20                     | 23 278                   | 59,45                    |
|                                                                                  | Khaled Ben Abderrahmane La République en marche                                                                | 14 225                    | 32,08                     | 15 875                   | 40,55                    |
|                                                                                  | Lionel Tivoli Front national                                                                                   | 6 718                     | 15,15                     |                          |                          |
|                                                                                  | Philippe Carenzo La France insoumise                                                                           | 3 182                     | 7,18                      |                          |                          |
|                                                                                  | Élisabeth Deborde Europe Écologie Les Verts                                                                    | 1 535                     | 3,46                      |                          |                          |
|                                                                                  | Cécile Dumas Parti communiste français (Parti socialiste)                                                      | 1 138                     | 2,57                      |                          |                          |
|                                                                                  | Sophie Mori Debout la France                                                                                   | 964                       | 2,17                      |                          |                          |
|                                                                                  | Marie-José Vallade Écologiste (Mouvement écologiste indépendant - Le Trèfle - Mouvement hommes animaux nature) | 780                       | 1,76                      |                          |                          |
|                                                                                  | Stéphane Nedonsel Divers droite (577-Les Indépendants)                                                         | 529                       | 1,19                      |                          |                          |
|                                                                                  | Maurice Gillard Écologiste (Mouvement 100 %)                                                                   | 335                       | 0,76                      |                          |                          |
|                                                                                  | Virginie Pacorel Divers (Union populaire républicaine)                                                         | 294                       | 0,66                      |                          |                          |
|                                                                                  | Thierry Bitouzé Divers gauche (Nouvelle Donne)                                                                 | 227                       | 0,51                      |                          |                          |
|                                                                                  | Christian Pétard Lutte ouvrière                                                                                | 136                       | 0,31                      |                          |                          |
| Source : Ministère de l'Intérieur - Septième circonscription des Alpes-Maritimes | |                           |                           |                          |                          |

#### Huitième circonscription
Député sortant : Bernard Brochand (Les Républicains).
|                                                                                  | |                           |                           |                          |                          |
|                                                                                  | | Premier tour 11 juin 2017 | Premier tour 11 juin 2017 | Second tour 18 juin 2017 | Second tour 18 juin 2017 |
|                                                                                  | |                           |                           |                          |                          |
|                                                                                  | | Nombre                    | % des inscrits            | Nombre                   | % des inscrits           |
| Inscrits                                                                         | Inscrits                                                                                                | 81 989                    | 100,00                    | 81 987                   | 100,00                   |
| Abstentions                                                                      | Abstentions                                                                                             | 45 439                    | 55,42                     | 48 942                   | 59,69                    |
| Votants                                                                          | Votants                                                                                                 | 36 550                    | 44,58                     | 33 045                   | 40,31                    |
|                                                                                  | |                           | % des votants             |                          | % des votants            |
| Bulletins blancs                                                                 | Bulletins blancs                                                                                        | 515                       | 1,41                      | 1 976                    | 5,98                     |
| Bulletins nuls                                                                   | Bulletins nuls                                                                                          | 149                       | 0,41                      | 605                      | 1,83                     |
| Suffrages exprimés                                                               | Suffrages exprimés                                                                                      | 35 886                    | 98,18                     | 30 464                   | 92,19                    |
|                                                                                  | |                           |                           |                          |                          |
| Candidat Étiquette politique (partis et alliances)                               | Candidat Étiquette politique (partis et alliances)                                                      | Voix                      | % des exprimés            | Voix                     | % des exprimés           |
|                                                                                  | |                           |                           |                          |                          |
|                                                                                  | Philippe Buerch La République en marche                                                                 | 11 199                    | 31,21                     | 13 061                   | 42,87                    |
|                                                                                  | Bernard Brochand (député sortant) Les Républicains (Union des démocrates et indépendants)               | 10 919                    | 30,43                     | 17 403                   | 57,13                    |
|                                                                                  | Anne Kessler Front national                                                                             | 7 363                     | 20,52                     |                          |                          |
|                                                                                  | Maddy Vard La France insoumise                                                                          | 2 264                     | 6,31                      |                          |                          |
|                                                                                  | Fabien Torres Europe Écologie Les Verts                                                                 | 675                       | 1,88                      |                          |                          |
|                                                                                  | Antoine Babu Parti socialiste                                                                           | 664                       | 1,85                      |                          |                          |
|                                                                                  | Daniel Kahn Écologiste (Mouvement écologiste indépendant - Le Trèfle - Mouvement hommes animaux nature) | 539                       | 1,50                      |                          |                          |
|                                                                                  | Pamela Biatour Debout la France                                                                         | 530                       | 1,48                      |                          |                          |
|                                                                                  | David Bayle ''Divers droite (Centre national des indépendants et paysans)                               | 414                       | 1,15                      |                          |                          |
|                                                                                  | Christine Schouver Parti communiste français                                                            | 388                       | 1,08                      |                          |                          |
|                                                                                  | Virginie Despeghel Écologiste (Parti animaliste)                                                        | 374                       | 1,04                      |                          |                          |
|                                                                                  | Jean-Pierre Villon Écologiste (Mouvement 100 % - Alliance écologiste indépendante)                      | 228                       | 0,64                      |                          |                          |
|                                                                                  | Denise Grison Divers (Union populaire républicaine)                                                     | 163                       | 0,45                      |                          |                          |
|                                                                                  | Liliane Pecout Lutte ouvrière                                                                           | 119                       | 0,33                      |                          |                          |
|                                                                                  | Anne Lempereur Divers (La France a des Elles)                                                           | 47                        | 0,13                      |                          |                          |
| Source : Ministère de l'Intérieur - Huitième circonscription des Alpes-Maritimes | |                           |                           |                          |                          |

#### Neuvième circonscription
Député sortant : Michèle Tabarot (Les Républicains).
|                                                                                  | |                           |                           |                          |                          |
|                                                                                  | | Premier tour 11 juin 2017 | Premier tour 11 juin 2017 | Second tour 18 juin 2017 | Second tour 18 juin 2017 |
|                                                                                  | |                           |                           |                          |                          |
|                                                                                  | | Nombre                    | % des inscrits            | Nombre                   | % des inscrits           |
| Inscrits                                                                         | Inscrits                                                                                                   | 79 934                    | 100,00                    | 79 936                   | 100,00                   |
| Abstentions                                                                      | Abstentions                                                                                                | 42 083                    | 52,65                     | 45 245                   | 56,60                    |
| Votants                                                                          | Votants | 37 851                    | 47,35                     | 34 691                   | 43,40                    |
|                                                                                  | |                           | % des votants             |                          | % des votants            |
| Bulletins blancs                                                                 | Bulletins blancs                                                                                           | 451                       | 1,19                      | 1 775                    | 5,12                     |
| Bulletins nuls                                                                   | Bulletins nuls                                                                                             | 100                       | 0,26                      | 439                      | 1,27                     |
| Suffrages exprimés                                                               | Suffrages exprimés                                                                                         | 37 300                    | 98,54                     | 32 477                   | 93,62                    |
|                                                                                  | |                           |                           |                          |                          |
| Candidat Étiquette politique (partis et alliances)                               | Candidat Étiquette politique (partis et alliances)                                                         | Voix                      | % des exprimés            | Voix                     | % des exprimés           |
|                                                                                  | |                           |                           |                          |                          |
|                                                                                  | Dominique Fillebeen La République en marche                                                                | 12 869                    | 34,50                     | 14 947                   | 46,02                    |
|                                                                                  | Michèle Tabarot (députée sortante) Les Républicains (Union des démocrates et indépendants)                 | 10 912                    | 29,25                     | 17 530                   | 53,98                    |
|                                                                                  | Nathalie Pavard Front national                                                                             | 6 815                     | 18,27                     |                          |                          |
|                                                                                  | Denis Leblanc La France insoumise                                                                          | 2 580                     | 6,92                      |                          |                          |
|                                                                                  | Didier Chérel Europe Écologie Les Verts (Partit occitan)                                                   | 1 060                     | 2,84                      |                          |                          |
|                                                                                  | Louis Acacio Parti socialiste                                                                              | 761                       | 2,04                      |                          |                          |
|                                                                                  | Pascal Ducreux Écologiste (Mouvement écologiste indépendant - Le Trèfle - Mouvement hommes animaux nature) | 703                       | 1,88                      |                          |                          |
|                                                                                  | Jean-Luc Burgaud Debout la France                                                                          | 623                       | 1,67                      |                          |                          |
|                                                                                  | Odile Clemente Parti communiste français                                                                   | 489                       | 1,31                      |                          |                          |
|                                                                                  | David Pauchet Divers (Union populaire républicaine)                                                        | 227                       | 0,61                      |                          |                          |
|                                                                                  | Ludovic Brossy Divers (Mouvement 100 % - La France a des Elles)                                            | 144                       | 0,39                      |                          |                          |
|                                                                                  | Véronique Fressignaud Lutte ouvrière                                                                       | 117                       | 0,31                      |                          |                          |
| Source : Ministère de l'Intérieur - Neuvième circonscription des Alpes-Maritimes | |                           |                           |                          |                          |